# Óscar Duarte
Óscar Esaú Duarte Gaitán (født 3. juni 1989) er en fodboldspiller fra Costa Rica, der spiller som forsvarsspiller i den saudi arabiske klub Al-Wehda. Han har tidligere bl.a. spillet for RCD Espanyol i Spanien. Han har (pr. december 2022) spillet 76 kampe for Costa Ricas fodboldlandshold.
Duarte er født i Nicaragua.